# Hermann (Brandenburg)

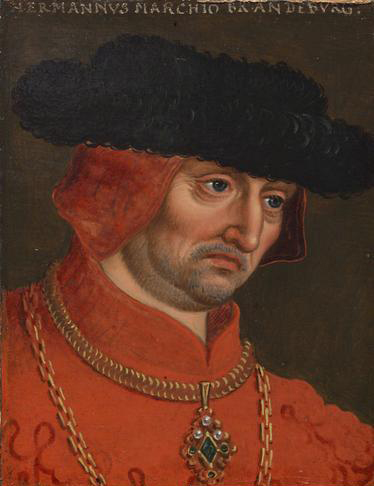
Hermann (III.) von Brandenburg „der Lange“

Der Askanier Hermann „der Lange“ (* um 1275; † 1. Februar 1308 bei Lübz) war ein Markgraf von Brandenburg. Andreas Thiele bezeichnet ihn als Hermann III. von Brandenburg, in anderen Zählungen ist er auch als Hermann II. von Brandenburg zu finden. Er war der Sohn des brandenburgischen Mitregenten Markgrafen Otto V. „der Lange“ und der Judith von Henneberg. Von 1298 bis zu seinem Tod 1308, Mitregent an der Seite des Cousins seines verstorbenen Vaters, des Markgrafen Otto IV. „mit dem Pfeil“. 1300 erbte er auch das abgesonderte Herrschaftsgebiet seines Onkels, des Markgrafen Albrecht III. († 1300), dessen zwei Söhne 1299 gestorben waren. 1291 hatte Hermanns Vater Otto die Pflege Coburg geerbt; mit dem Tod des Vaters wurde er somit auch Herr der Pflege Coburg. Er führte auch die Titel Graf von Henneberg oder Graf von Franken.

## Leben
Seine Mutter Judith war eine Tochter des Hermann I., Graf zu Henneberg. Zu den Besitzungen gehörten Strauf, Steinach, Kalenberg, Irmelshausen, Kissen sowie der Hälfte von Schweinfurth und Münnerstadt. Seine Ehefrau war Margarete von Holland-Seeland. Hermann I. erbte 1248/49 Besitzungen um Hildburghausen, Rodach und Coburg sowie Schmalkalden. Die Herrschaft Hermanns I. wurde auch als Neue Herrschaft oder später Neue Pflege bezeichnet. Sein Sohn Poppo VIII. erbte die Besitzungen seines Vaters, starb jedoch schon 1291. Daher fiel das Erbe an Hermanns Schwester Judith und deren Ehemann Otto V. Da Otto sich überwiegend in der Mark Brandenburg aufhielt, setzte er zur Verwaltung Administratoren oder Pfleger ein, was der späteren Herrschaft Hermanns die Bezeichnungen Pflege Coburg einbrachte.
Bereits 1290 erscheint Hermann erstmals in einer Urkunde zusammen mit seinem Vater Otto V., als dieser sich wegen der ihm erblich zugefallenen Schlösser Kissingen, Steinach, Rotenstein und Königshofen mit Bischof Manegold von Würzburg verglich.
1297 folgte er seinem Vater als Mitregent von Brandenburg, das er dann nach dem Tod des Vaters – ein Jahr später – gemeinsam mit seinem Vetter Otto IV. regierte. Von seinem Vater erbte er die Pflege Coburg. In den brandenburgischen Urkunden bezeichnete er sich daher auch als dominus de Henneberg.
Nach dem Tod des Schweidnitzer Herzogs Bolko I. 1301 übte Hermann die Vormundschaft über dessen unmündige Kinder aus. 1302 verkaufte der wettinische Markgraf der Lausitz, Dietrich IV., zunächst die Osthälfte der Markgrafschaft Lausitz (= Niederlausitz) an Markgraf Hermann, 1304 veräußerte er auch den Westteil an die Markgrafen Hermann und Otto IV. gemeinsam. 1303 (ohne Tag- und Monatsangabe) bezeichnete sich Hermann erstmals in einer Urkunde auch als Markgraf der Lausitz, aber erst 1307 erhielten Hermann und sein neuer Mitregent, Markgraf Waldemar, die kaiserliche Belehnung mit der Markgrafschaft Lausitz.
1304 unterzeichneten Hermann und Otto den Vietmannsdorfer Vertrag mit Heinrich II. von Mecklenburg, der dem mecklenburgischen Fürsten das Land Stargard auf Lebenszeit einräumte.
Chronisten beschreiben Hermann als weisen und kühnen Mann, der von seinen Gegnern gefürchtet war. Er war von kräftiger Statur, besaß aber auch nicht weniger Intelligenz. Er soll sein Land in Frieden regiert haben, war aber auch unnachgiebig gegen Adlige, die sich gegen ihn auflehnten. Er liebte durchaus auch die Annehmlichkeiten des Lebens. So ließ er kostspielige Ritterturniere ausrichten. Im Juli 1306 wurden Hermann und sein Neffe Waldemar vom polnischen König Wenzel III. mit Pomerellen belehnt. Wenzel wurde bald darauf ermordet und sein Nachfolger erkannte die Belehnung nicht an.
Hermann starb, als er gemeinsam mit Otto IV. während des Norddeutschen Markgrafenkrieges im Jahr 1308 in das mecklenburgische Fürstentum einfiel und die Burg Eldenburg (bei Lübz) belagerte. Bestattet wurde er im Kloster Lehnin.

## Familie
1295 vermählte er sich mit Anna von Österreich, Tochter des späteren römisch-deutschen Königs Albrecht I. Der Ehe entstammten die Kinder:
- Judith (Jutta) von Brandenburg-Salzwedel (~1301–1353), Erbin von Coburg, verheiratet mit Graf Heinrich VIII. von Henneberg-Schleusingen († 1347)
- Johann V. von Brandenburg (1302–1317)
- Mathilde († 1323), Erbin der Niederlausitz, heiratete Herzog Heinrich IV. von Schlesien-Glogau († 1342)
- Agnes (~1298–1334), Erbin der Altmark, heiratete Waldemar, Markgraf von Brandenburg (1281–1319). 1319 vermählte sie sich in zweiter Ehe mit Herzog Otto den Milden von Braunschweig-Lüneburg (1290–1344).